# Ermita de la Purísima Concepción (Altura)
La ermita de la Purísima Concepción es una de las ermitas del municipio valenciano de Altura (provincia de Castellón, Comunidad Valenciana, España), situada cercana a la balsa de riego que construyó la villa junto con la Cartuja de Vall de Crist en 1531. Dicha ermita se construyó sesenta y cuatro años después, en 1595. Está catalogada como Bien de Relevancia Local, con código de identificación 12.07.012-002, según consta en la Dirección General de Patrimonio Artístico de la Generalidad Valenciana. Se encuentra situada en las afueras del pueblo, sobre una colina, en una amplia plataforma con jardines y árboles, cercana al Convento Fray Luis Amigó, con acceso por el camino de la Jarea.

## Descripción
Es un edificio, mandado a construir por el canónigo nacido en Altura Jerónimo Mechó (quien además de financiar su construcción la dotó de una capellanía propia); de planta rectangular (de 8 metros por 15 metros), de una sola nave y cuatro crujías, las cuales se separan por arcos fajones  apuntados que reposan sobre pilastras. La fábrica es de tapial y ladrillo reforzados por dos contrafuertes a cada lado, que se aprecian en el exterior. La cubierta exteriormente es de tejas a dos aguas. El acceso se realiza por una puerta con dovelas, blanqueadas con cal, en arco de medio punto con revoque de cal; sobre la puerta se observa un retablo incompleto y de pequeñas dimensiones que contiene una imagen de la Inmaculada. La ermita se remata con una pequeña espadaña que contiene una única campana, y que es de construcción posterior a la ermita. El exterior de la ermita se ve completado por la existencia de una cruz de forja que se sitúa sobre un pilón de piedra que se puede observar frente a la puerta de acceso a la ermita.
El interior presenta techumbre de madera. A lo largo de todas las paredes del perímetro interior existe un poyo corrido, que no se ve quebrantado por capillas laterales, ya que no existen, como tampoco hay sacristía, pese a ello, dispone de un amplio presbiterio donde pueden contemplarse los dos elementos más destacables del interior, un altar de escayola y el retablo cerámico de la Inmaculada en una hornacina flanqueada por columnas.
Actualmente se halla en buen estado, aunque empezando a deteriorarse. Aquí existía también una tabla fechada en 1595 con imagen de la Virgen, que ahora se conserva en la Iglesia de San Miguel Arcángel y sólo se traslada a la Ermita de la Purísima en el día de la Santa Cruz, 3 de mayo, cuando se acude en romería para la bendición de términos. Ese mismo día, los niños que van a tomar la primera comunión llevan un ramo de flores y celebran la Cruz de Mayo, seguidamente se realiza una misa.